# Gametangium
Gametangium je obecně útvar (buňka či orgán), v němž se tvoří pohlavní buňky, tedy gamety. Gametangium je dle definice haploidní (obsahuje v každé buňce jen jednu sadu chromozomů) a gamety v něm tedy vznikají prostou mitózou (proto gametangiem nejsou např. varlata, v nichž probíhá meióza). Tohoto termínu se používá velmi často v mnoha odvětvích biologie, například u rostlin, hub, ale i u různých chromist (př. oomycety).
Samičí gametangia jsou někdy nazývána archegonia (zárodečníky), samčí antheridia (pelatky).

## Gametangia u různých skupin organizmů
- U hub: gametangia jsou buď rozlišena na samčí a samičí (například antheridium a askogon u vřeckovýtrusných), nebo vypadají stejně (např. u chytridiomycet a spájivých hub). Někdy jsou gametangia součástí specializovaných orgánů (askomycety), jindy však gemetangia nejsou vůbec vyvinuta a pohlavní rozmnožování probíhá splýváním dvou hyf.[3]
- U vyšších rostlin: u mechorostů a kapraďorostů představuje samčí gametangium antheridium, samičí gametangium je archegonium. Gametangia vznikají na gametofytu těchto skupin.[4] U krytosemenných rostlin je místo gametangií samičí strukturou zárodečný vak uvnitř vajíčka, jako samčí struktura pak pylová zrna.